# Contortion Spur
Der Contortion Spur (englisch für Kontorsionssporn) ist ein Felssporn an der Shackleton-Küste der antarktischen Ross Dependency. Er ist der größte und östlichste dreier Felssporne, die an der Nordflanke des Mount Madison nahe der Mündung des Byrd-Gletscher in das Ross-Schelfeis aufragen. Besonderes Merkmal ist eine Mulde aus weißem Marmor und schwarzem Schiefer.
Der US-amerikanische Geologe Edmund Stump (* 1946) von der Arizona State University erkundete ihn am 10. April 2000 im Rahmen des United States Antarctic Program. Stump benannte den Felssporn deskriptiv nach seiner in sich gedrehten Form.